# Ammospermophilus harrisii
Ammospermophilus harrisii es una especie de roedor de la familia Sciuridae.

## Distribución geográfica
Se encuentran en México y los Estados Unidos.